# MOS Technology TED

TED-Anschlussbelegungsplan

Der MOS 7360/8360 TED (TExt Display) ist ein elektronischer Spezialbaustein, der 1983 für Commodore International unter Leitung von Dave DiOrio für Commodore 16, Commodore 116 und Commodore Plus/4 entwickelt wurde. Er enthält unter anderem sämtliche Funktionsgruppen zur Erzeugung von Ton, Grafik und Ein-/Ausgabeoperationen. Mit diesem Chip konnte die Anzahl der Bauteile in Commodore 16, Commodore 116 und Commodore Plus/4 gegenüber ihren Vorgängern Commodore VC 20 und 64 erheblich reduziert und damit Kosten und Platz gespart werden. Anschaulich wurde zum Beispiel das Farb-SRAM ersetzt durch Zwischenspeichern der aktuellen Zeile der Farbattribute auf dem Chip. Der Cache auf dem Chip umfasste damit statt 40 Bytes (nur die Zeichenkodes) 75 Bytes.
TED hat beim Speicherzugriff eine höhere Priorität als die CPU. Die CPU muss daher in der Lage sein, im Bildrahmen mit dem vollen Systemtakt zu laufen, wird aber im Pixel-Bereich auf den halben Takt gedrosselt.
Der MOS 7360 und 8360 unterscheiden sich nur in der Fertigungstechnik, die verbreitetere Version ist der 8360.

## Technische Daten
- Video:
  - Signalgenerierung für PAL oder NTSC
  - 16 Farbtöne mit je 8 Helligkeiten (die nicht linear ineinander übergehen), das ergibt 121 verschiedene Farben (die Farbe schwarz ist in allen 8 Helligkeitsstufen schwarz)
  - Rasterzeileninterrupt
  - Textmodus:
    - 24 oder 25 Zeilen mit je 38 oder 40 Zeichen
    - programmierbarer Zeichengenerator
    - Standardmodus mit 121 Farben, 1 allgemeine Hintergrundfarbe
    - Inversdarstellung
    - Blinken
    - erweiterter Modus mit 4 Hintergrundfarben
    - Multicolor-Modus
    - Cursorsteuerung

  - Grafikmodus:
    - Hires mit 320 × 200 Pixel, mit 2 Farben aus 121 pro 8-×-8-Pixel-Feld
    - Multicolor mit 160 × 200 Pixel, mit 2 Farben pro 4-×-8-Pixel-Feld sowie 2 bildschirmweiten Farben (aus 121)

  - Es werden 46 µs des 52 µs langen, sichtbaren Teils der Rasterzeile mit Pixeln gefüllt.
- Sound:
  - 2 Rechteckoszillatoren (100 Hz bis 23 kHz)
  - ein Rauschgenerator (weißes Rauschen)
  - Lautstärken achtstufig einstellbar
- Sonstiges:
  - Tastaturpuffer
  - 2 Timer (16 Bit, rückwärtszählend), Interruptfähig
  - DRAM-Refresh
  - Taktgenerator
  - DMA-Signalisierung (AEC/BA)
  - Adresskodierer für zwei je 16 KiB große ROM-Bereiche bei $8000 und $C000 (CS0/CS1)